# Вануату на Паралимпийских играх
Вануату на Паралимпийских играх впервые приняла участие в 2000 году на летних Играх в Сиднее (не участвовали в Играх 2004, 2016, 2020 годов). На зимних Играх делегация Вануату пока не участвовала. Медалей на Играх спортсмены Вануату пока не завоевали.